# Fernando Menegazzo
Fernando Menegazzo (Anita Garibaldi, 3 de maio de 1981) é um ex-futebolista brasileiro que atuava como volante.

## Carreira
Fernando iniciou sua carreira nas categorias de base do Juventude, jogando no meio campo ao lado do camisa 10, Daniel Trentini (Tintim). Juntos foram campeões da Copa Santiago na categoria juvenil e Campeões Gaúchos nos Júniores. Teve um período emprestado ao Grêmio e logo depois retornou para Caxias do Sul. Sua primeira experiência no exterior, veio com a sua contratação junto ao Siena da Itália. Após duas temporadas, foi emprestado ao Catania.
Fernando juntou-se ao Bordeaux no Verão de 2005, por empréstimo do Siena, mas foi contratado em definitivo um ano depois. Em sua primeira temporada, Fernando teve um papel importante no Bordeaux que terminou em segundo lugar no Campeonato Francês de 2005-06, e se classificou para a Liga dos Campeões da UEFA de 2006-07. No verão de 2007, apesar de vários de seus companheiros de equipe deixarem o clube, como Julien Faubert, Stéphane Dalmat, Rio Mavuba, e Vladimír Šmicer, ele assinou um novo contrato de quatro anos com Bordeaux.
Permaneceu no clube francês até o ano de 2011 quando, após 190 jogos, 19 gols marcados e títulos importantes conquistados, Fernando foi negociado com o Al-Shabab. O contrato foi firmado por 3 anos com o clube Saudita com uma quantia de € 6 milhões.
Fernando também teve importantes passagens pelas Seleções Brasileiras de base e principal, incluindo o título da Copa América de 2007.

## Títulos
Juventude
- Copa do Brasil de Futebol:1999
- Campeonato do Interior Gaúcho: 2001

Bordeaux
- Copa da Liga Francesa: 2006–07
- Campeonato Francês: 2008–09
- Supercopa da França: 2008–09

Al Shabab
- Copa da Federação Saudita de Futebol: 2011
- Supercopa Árabe: 2011

Seleção Brasileira
- Copa America: 2007